# Лебедево (Новосокольнический район)
Лебедево — деревня в Новосокольническом районе Псковской области России. Входит в состав  Насвинской волости.

## География
Расположена в 47 км к северу от города Новосокольники и в 8 км к западу от волостного центра, деревни Горожане.

## Население
| 2001 | 2002 | 2010 |
| ---- | ---- | ---- |
| 41   | ↘35  | ↘20  |

Численность населения деревни по оценке на начало 2001 года составляла 41 человек.